# Światosław Włodzimierzowic (zm. 1114)
Światosław (zm. 16 marca 1114) – książę smoleński, później perejasławski z dynastii Rurykowiczów.
Był synem Włodzimierza II Monomacha, wielkiego księcia kijowskiego, i jego pierwszej żony Gydy (Gidy), córki Harolda II, króla Anglii. Po raz pierwszy w źródłach pojawia się pod rokiem 1095. W 1107 brał, razem z ojcem i braćmi Mścisławem i Jaropełkiem, udział w wyprawie na Boniaka, księcia połowieckiego. W kolejnych ekspedycjach przeciwko Połowcom brał udział w latach 1111 i 1113. W 1113 ojciec zabrał mu Smoleńsk i oddał Perejasław.
Światosław został pochowany w cerkwi katedralnej św. Michała w Perejasławiu.